# 哈蒙特-阿赫尔
哈蒙特-阿赫尔（荷蘭語：Hamont-Achel，荷蘭語發音：[ˈɦaːmɔnt ˈɑxəl]）是比利时弗拉芒大區林堡省馬塞克區的一个城市，东北两面与荷兰北布拉班特省接壤，通行荷蘭語，是弗拉芒社群的一部分，面积43.66平方千米，人口14,299人（2020年1月1日）。

## 历史
哈蒙特-阿赫尔于1977年由原市镇哈蒙特和阿赫尔合并而成。